# 解放台湾

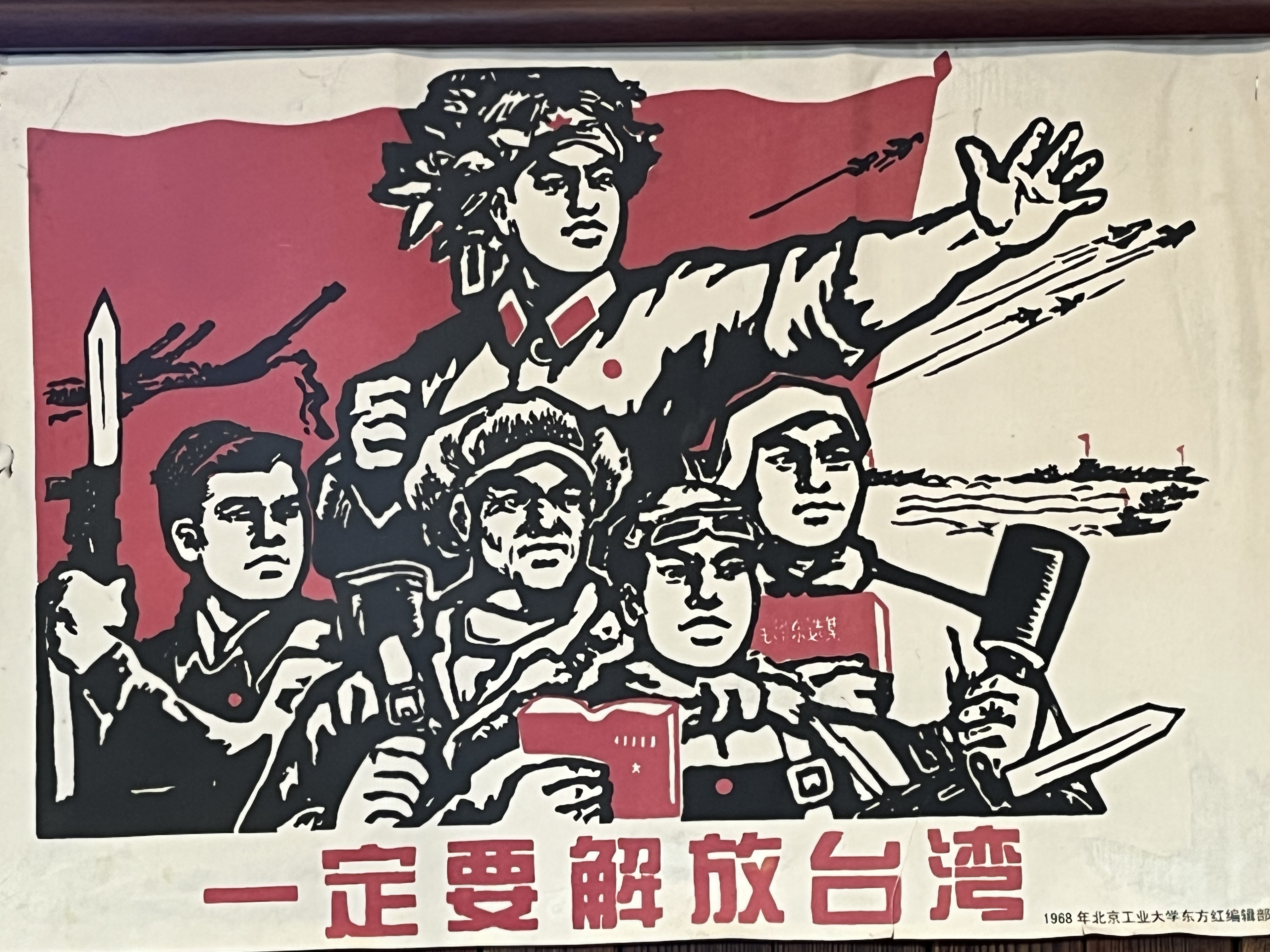
解放台湾文革海报 1968

解放台湾是指中国共产党及其領導的中华人民共和国，意圖將宣稱為其領土的臺灣納入統治範圍，並終結中華民國統治臺灣的現況，以完成其「統一中國」之政治目標。最初於狭义上指稱武力解放臺灣（即武力统一台湾、武統台灣、武统），即中华人民共和国發動解放軍以武力攻占臺灣；之後也包括和平解放臺灣（通稱和統），即透過統戰等非軍事方式拿下臺灣。中華民國政府则称之为攻台、犯台、侵台，並將這些行動視為中國共產黨對台灣的和戰兩手策略、以及對臺海現狀的打破。
「解放台湾」一詞的出處，起源於新華社在第二次國共內戰時期的社論。该口號提出是在1949年3月15日所發表題為《中國人民一定要解放台灣》的文章。同年4月，解放軍越過長江，標誌著中華民國國軍在內戰的潰敗。同年10月，中華人民共和國建立；同年12月，中華民國政府撤往台灣，最終失去對中國大陸的統治。1950年，解放軍的登陸行動在海南島攻下後準備轉往台灣的時候，因韓戰爆發而擱置。此後，國共雙方長期隔台灣海峽两岸处于军事对峙状态，並有数次武裝衝突发生。
1956年，中共中央主席毛泽东首次提出「和平解放臺灣」，意即以“和平”方式統一台湾。1979年1月，中華人民共和國國防部宣布金门炮战正式结束，台海兩岸大規模武裝衝突暫歇；同時間中國大陸全國人大常委會發布的《告台湾同胞书》，將中國的統一設定為“关系全民族前途”的重大任務，但沒有設時間表。此後中华人民共和国政府的统一中国方针定调为“和平统一、一国两制”，不承诺放弃使用武力。2019年，中共中央总书记习近平依据“和平统一、一国两制”，對臺灣方面提出堅持“一國兩制臺灣方案”，明确“不承诺放弃使用武力”。
2016年，中華民國政府由民主進步黨二度執政後，否認馬英九政府時代兩岸官方交流方針的九二共識，導致官方層面的海峽兩岸交流幾近中斷；隨後解放軍透過機艦常態性繞台、環台軍演等灰色地帶行動，加大對臺灣方面的軍事施壓。2021年，蔡英文政府明確拒绝中國大陸提出的“一國兩制臺灣方案”，並譴責來自中國大陸的軍事擴張和挑釁，堅守「不畏戰，不求戰」的原則，避免擦槍走火，以達到區域和平、安全、穩定的目標。
部分國際及臺灣學者認為中國人民解放軍存在2027年进攻臺灣的可能，因為中共將於2027年召開第21次全國代表大會，預計習近平會3度連任中國共產黨總書記，若能解决台湾问题将成为其巨大政绩。但也有专家否定这种猜测，据悉习近平本人也曾向拜登否认存在这种计划。

## 历史

### 1949年至1979年
1945年第二次世界大戰結束，日本戰敗，中華民國接管台灣。1949年10月，中华人民共和国建国，两岸分治，中华民国政府此後持續以中国唯一代表自居，中华人民共和国政府同樣自認為中国唯一代表，是中华民国的继承者。當年稍早，1949年3月15日，新华社即发表题为《中国人民一定要解放台湾》的社论，提出“解放台湾”的口号。迁至台湾的中华民国政府则称要“反攻大陆”。
1950年朝鲜战争爆发，美国政府派遣海军第七艦隊協防台湾海峡，宣布臺灣海峽中立化，中國大陸“武力解放台湾”计划受挫。朝鲜战争结束后，中华人民共和国政府再次提出解放台湾，并于1954年9月3日开始炮击金门，引发“第一次台海危机”。同年12月，中华民国政府与美国政府签订《中美共同防御条约》。1955年1月，美国第十三航空队进驻台湾。1955年1至2月间，中國人民解放军发动渡海战役，占领了—江山岛和大陈岛。5月，中华人民共和国国务院总理周恩来首次提及“和平统一”。1957年，中国共产党中央委员会主席毛泽东第一次提出以“第三次国共合作”来“和平解放台湾”。但此后，海峡两岸仍有金门炮战等台海危机发生。

### 1979年至2012年
1978年中国共产党实行改革开放以后，中华人民共和国政府主张通过“和平统一、一国两制”来实现中国统一，但从不承诺放弃使用武力。1979年1月，邓小平在访问美国时指出：“我们不再用‘解放台湾’这个提法了。只要台湾回归祖国，我们将尊重那里的现实和现行制度。”1987年，時任中華民國總統蔣經國宣佈7月15日起台灣地區解除戒嚴、11月2日開放兩岸探親；翌年初逝於任，時任副總統李登輝依中華民國憲法繼任，1991年，動員戡亂終止。
1995年6月，中華民國總統李登輝重訪母校美國康乃爾大學，提出中華民國在台灣的國家定位。在兩岸關係持續緊張的情況下，中國人民解放軍第二炮兵和南京軍區分別于当年向台灣外海試射飛彈及舉行兩棲登陸作戰演習。但解放軍的一份「聯合九六一」演習計畫被劉連昆洩露給中華民國政府，并立刻被傳達給美國。美國則緊急調動尼米茲號航空母艦與獨立號航空母艦兩個航艦戰鬥群靠近台海，阻止了大陆武力攻台的軍事企圖。中華民國在1996年首次舉辦總統直選選舉，李登輝當選連任中華民國總統，成為首位由人民直選的總統。
香港、澳门的主權相繼移交后。台海之间的统独议题成为中华人民共和国政府欲完成中国统一的最后一个难题。2002年，時任中華民國總統的陳水扁提出一邊一國的主张。2003年12月，時任中國國民黨主席連戰稱中華民國和中華人民共和國都是主權獨立國家，簡化雙方為「一邊一國」沒什麼問題。2005年中华人民共和国全国人民代表大会颁布《反分裂國家法》为武力统一台湾提供了法理依据，遭到台湾谴责。

### 2012年以后
2016年11月25日和12月10日，中国人民解放军空军轰-6K、苏-30等多型战机军机在半个月内两次绕台飞行，并可能變成常態。中華民國國防部表示，对解放军严密监控，台湾民众可以安心。为吓阻解放军战机从台湾东部逼近，國軍将在花莲以东至少部署3套射程可达200千米的台湾产天弓三型防空导弹。據《自由時報》報導，中華民國海軍出动紀德級驱逐舰在东部外海就位部署，执行海上防空演習、成功级巡防舰、康定级巡防舰也同时展開训练；中華民國陸軍各防空单位则进驻各中華民國空军基地外围，进行要地聯合防空演習。2018年4月，中华人民共和国国防部表态解放军进行绕岛巡航训练，為中国人民解放军针对“台独”分裂活动所开展的海上方向实战化军事训练。
2019年1月，中共中央总书记习近平发表和平统一五项主张，表态要求推进中国统一，但同时也表示不放弃武力统一。2019年3月31日，《自由時報》獨家報導中國人民解放軍空軍戰機飛越臺灣海峽中線，隨後中華民國國防部證實有2架殲-11越過臺灣海峽中線，指出該挑釁行動已經衝擊區域穩定。4月10日，中共中央台湾工作办公室回应行动为解放军年度训练计划内的正常安排，并就蔡英文“第一时间驱离”的言论抨击其“色厉内荏”，警告其“不要玩火，想都不要想”。
2021年3月9日，美國印太司令部司令菲利普·戴維森海軍上將警告中共當局正加速其野心，恐6年內攻打台灣，並企圖取代美國在亞洲地區的影響力，宣布將與台灣軍隊聯合訓練及提供國防物資以維持防衛力。
2022年7月，香港《明報》報道，习近平將會在中共二十大後再次被推舉為中共最高領導人，中國軍方高度支持習近平任內統一台灣。
2023年2月2日，美國中央情報局局長威廉·伯恩斯表示，不應低估中共中央總書記習近平對台灣的野心，指根據情報知道習近平已命令其軍隊準備在2027年之前武統台灣，或從俄烏戰爭吸取教訓。伯恩斯表示这并不意味着习近平已决定在2027年或任意一年武统台湾。
2023年美國APEC峰會習拜對談上，據白宮官員事後稱，習近平本人向拜登抱怨，已經聽聞到流傳他將在2027年與2035年發動入侵的分析，他不滿表示政府內部根本沒有討論這個，雙方並同意恢復軍事對話並開展治安方面合作。華盛頓相信中國能維持現狀，並強調必須尊重台灣的選舉，習近平答覆拜登最好多考慮廣泛的解決方案。另外白宮官員也透露，中方有補充表示「在某些情況下」的確不會排除動武的想法，但一直主要以和平統一為先，習進一步表態深入關切，稱台灣問題的處理高度關乎太平洋的穩定。
2024年3月20日，美國印太司令部司令約翰·阿基里諾在聯邦眾議院軍委會聽證會表示，中國人民解放軍正實現中共中央總書記兼中共中央軍委主席習近平的指示，在2027年前做好攻台準備。
2024年6月13日，美国国会下属的美中经济与安全评估委员会针对中国是否在为台湾海峡的潜在冲突进行准备举办的听证会上，多位专家表示，中国正在为台海冲突以及与美国正面开战的极端情况做好准备，但也有专家认为中国只是专注于降低自身的脆弱性，而不是积极发动战争。
2024年6月，据英国《金融时报》的报道，习近平在2023年4月与欧洲联盟执行委员会主席范德赖恩会面时表示，美国正在怂恿中国进攻台湾，但他不会上当，因为这将破坏中国在2049年实现「伟大复兴」的目标。

## 军事

### 两岸军事现状

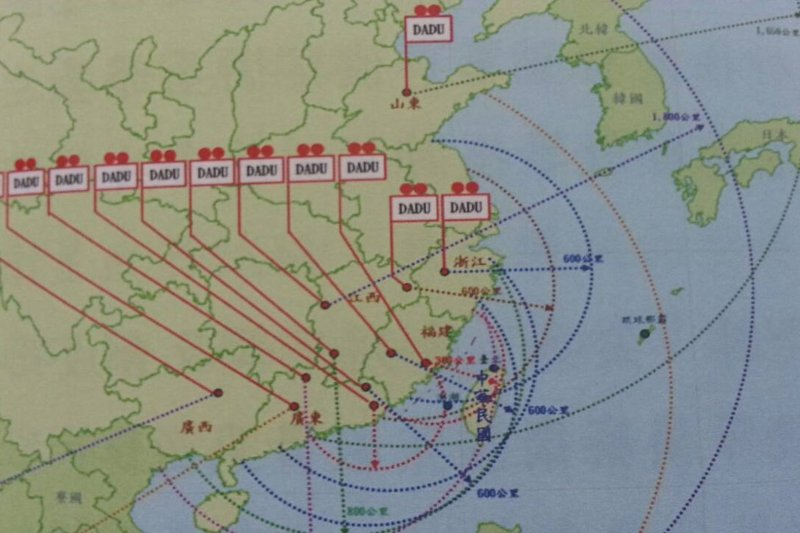
中國人民解放军火箭军部隊對台導彈部署示意图

2016年2月1日，重组后的中国人民解放军东部战区正式成立。战区司令员刘粤军在介绍战区主要职责时说，东部战区负责指挥战区陆、海、空、火箭军部队等武装力量在台海、东海和西太平洋地区实施联合作战和非战争军事行动。而蔡英文在2016年5月就任中华民国总统后提出了五大军事需求以应对解放军的军事压力，第一是希望143架F-16战机能在5年之内升级到F-16V版本，第二是要求购买新的空中加油机，第三是需要垂直起降战机，第四是建造更多的500吨级飞弹快艇，第五是向美国引进电子干扰装备。
中國人民解放軍在中国大陆东南沿海部署的各式導彈，被認為是針對台灣。一旦海峡两岸發生軍事衝突，解放军可以封鎖或打擊台湾。美國國防部認為解放军部署的短程彈道飛彈有超過1100枚係針對台灣。自1996年台海危机后，台湾就决定发展中程导弹。1999年，前国民党投管会主委刘泰英说台湾的飞弹也可打到香港、上海。2004年5月，美国国防部提出台军攻击三峡大坝论。6月，国防部副部长蔡明宪承认台湾有能力攻击三峡大坝。9月，时任行政院院长的游锡堃认为台湾要保持足够反制力，在立法院备询时提出「你打我100顆，我就打你50顆，你打我台北、高雄，我就打你上海。」的恐怖平衡观点。媒体报道指，李登辉、陈水扁、马英九三任政府皆积极推进中程导弹研发计划——云峰计划。
2016年初以东海舰队机关为基础成立的解放军东部战区海军，负责台湾海峡南端（广东南澳岛至台湾猫鼻头连线）以北、连云港以南的东海和黄海海域。解放军东部战区陆军下辖一个甲级集团军（陆军第一集团军）和两个乙级集团军（陆军第十二集团军、陆军第三十一集团军）。其中，陆军第一集团军是对台军事准备的重点部队，曾进行跨海登陆演习和火箭炮跨海打击演练。陆军第三十一集团军长期驻防福建厦门，曾执行炮击金门、马祖的任务，直至1979年两岸停火。1995年以来，陆军第三十一集团军参加了在东山岛举行的多次大规模登陆作战演习。
台灣《防務快門》雜誌指出，代號95401部隊的解放軍空軍空降武裝偵察大隊，模擬包括台灣和日本琉球在內的一些假設軍事目標和基地，展開在不同氣侯、年分、時間的垂直打擊、垂直突襲的機降和相應作戰。此外，解放軍還建立了一個交通指引小組，小組成員全是由解放軍當中的福建人擔任，閩南話相當流利。未來機降部隊滲透到台灣後，可以馬上指揮交通，並擔任指揮中樞，有效融入當地。
英國諾丁漢大學中國問題專家寇謐將在美國《國家利益》網站刊登文章《台灣如何在戰爭中打敗大陸》，提出三个战法：第一“威慑战”，就是“提高大陆入侵的成本，给解放军、北京领导层和中国民众带来难以接受的痛苦”。第二个战法是“政治战”，“选择几项非对称方案，把解放军的痛苦最大化”，“破坏解放军的士气”；要美国给中国划“红线”，“如果跨过这些红线，将招致美国军队的回应”。第三个战法是“网络战”，“找出民事和军事目标进行报复，破坏中国照常运转的能力。”对此，中国人民解放军南京军区原副司令员王洪光撰文《大陆如何在战争中统一台湾》进行反驳，称台灣面積不大、距離大陸太近、沒有戰略縱深，幾乎全台灣都被中國空軍和地對地導彈近程火力覆蓋；王洪光又表示，國軍兵力有限，部署集中。原本靠中央山脈為掩護的東部機場，現在也優勢不再。因為中國巡航導彈可以直接越過山脈，對飛機洞庫門進行攻擊等。王洪光稱2020年前後會爆發台海戰爭。

### 中华人民共和国方面動武因素
中华人民共和国《反分裂国家法》中規定可能動武的情形为：
- 造成分裂事实
- 发生将会导致分裂的重大事变
- 和平统一的可能性完全丧失

2019年5月2日，美国国防部发布2019年度《中华人民共和国军力报告》，报告将其武统台灣的条件归纳为7条：
- 台湾宣布独立
- 台湾实质独立
- 台湾内乱
- 台湾获得核武
- 无限期延迟两岸讨论统一的对话
- 外国势力干涉台湾内政
- 外国军队驻扎台湾

2020年4月，中国大陸核战略专家杨承军在中共中央台辦旗下官媒发文指出武统的6项触发条件：
- 宣布独立
- 组织“独立公投”
- 有外军部署
- 重启核武研发
- 军事攻击大陆
- 发生大规模动乱

### 手段
海峡两岸关系协会原副会长王在希、中国文化大学教授邱毅等人主张，要以战促和、以武促统，实现“有压力的和平统一”。
俄罗斯总统普京认为，中国只要发展经济就能实现统一，并不需要动用武力。

### 國際社會的反應
自两岸分治以来，美国是对兩岸問題最具有影响的国家，美军直接协防台湾。1979年，美国与中华民国断交，与中华人民共和国建交。美军不再驻台，协防台湾结束。进入21世纪后，美国、日本被认为是对兩岸问题具有重要影响的国家:55。在中华人民共和国军力胜于中华民国的背景下，中华民国朝野多寄望于外国协防台湾，抵抗解放军。2019年2月，中華民國總統蔡英文接受CNN采访表示，中华民国承受中华人民共和国“第一波的攻擊之後”，期待全世界对中华人民共和国进行“經濟跟其他層面的打擊”。25日，中華民國國防部長嚴德發在立法院外交及國防委員會備詢时，认为美国、日本皆有可能协防台湾。
2021年3月9日，美國印太司令部司令菲利普·戴維森海軍上將警告中國正加速其野心，恐6年內攻打台灣，並企圖取代美國在亞洲地區的影響力，宣布將與台灣軍隊聯合訓練及提供國防物資以維持防衛力。6月28日，美國智庫哈德遜研究所活動中，日本防衛副大臣中山泰秀质疑日本、美国等多国政府自1970年代开始奉行的一个中国政策。同时，他认为有必要對北京向台灣的施壓「覺醒」。而民主國家必須互相保護，「所以台灣作為一個民主國家，我們必須加以保護。」中华人民共和国外交部就他的言论向日本政府进行交涉。30日，日本政府發言人、內閣官房長官加藤勝信表示，這是中山泰秀個人的想法。7月5日，日本副首相麻生太郎表示，中國若侵犯台灣，日本政府將認定這是安全保障相關法所規定的「存亡危機事態」，有可能行使受限的集體自衛權，以及美日一定要一同協防台灣。防衛大臣岸信夫進一步表示，實際上將視發生的個別具體狀況進行判斷，麻生太郎發言的確是日本政府的考量，并将持續關注台灣情勢。
有中华人民共和国作者认为美、日会协防台湾，最终将解放军攻台之战推至中美日台之间的全面战争:27。美国印太政策协调员库尔特·坎贝尔在2021年5月说，美国和中华人民共和国之间的任何冲突都不太可能被局限在一个小的地理区域内，“我认为它会迅速扩大，并将以我认为没有人能预料的方式从根本上摧毁全球经济”。
新加坡第二任總理、榮譽國務資政吳作棟在2022年1月19日的第三屆香港中美論壇上表示，不認為中國大陸會想入侵台灣、武統台灣，不過，他也說，如果中國覺得沒有和平統一的機會，可能就會覺得別無選擇。
2024年6月，美国印太司令部司令塞缪尔·帕帕罗，在香格里拉对话峰会上对《华盛顿邮报》表示，如果大陆对台动武，美国可能会使用“地狱景象”战略，即出动数千套无人武器，包括水面舰艇、潜艇和飞机，将台海变为“无人地狱景象”，以便为美国的后续行动争取时间。而在发表此番讲话之前，解放军刚刚结束了联合利剑—2024A军演。

### 兵棋推演
美国华府智库“战略与国际研究中心”（CSIS）2023年1月9日以“下次战争的首场战役”（The First Battle of the Next War）为题，公布了一份针对台海战争兵棋推演的报告，该报告针对中国侵台的成功机会、代价等，进行了24个版本的兵推。
推演预计在美国、日本对中国大陆武力统一台湾进行军事干预的情况下，中国大陆的企图将失败，且解放军海军在3周内损失殆尽、两栖部队的核心战力亦将瓦解。解放军将有约1万人阵亡、损失155架军机及138艘舰艇，数以万计的士兵被俘。
美国海军将损失2艘航舰、10到20艘大型水面作战舰艇，且在3周作战中，将阵亡约3200人。
日本则将损失超过100架作战飞机、26艘作战舰艇，美国在日本领土的所有基地也将遭受严重打击。
台湾也将遭受惨重打击，“届时只能奋力守护一座无水无电、失去基本民生运转、经济重创的岛屿”，并预估台湾军队作战3周后伤亡约3500人，全部26艘驱逐舰、巡防舰都会被击沉。

## 觀點

### 台湾方面
2011年的一份台湾民调显示，44.3%的台灣青少年在台灣與他國發生戰爭時，不願意上戰場，略高於願意上戰場的38.7%。研究者認為假如中國大陆主動以武力攻台，人們上戰場的意願將會提高。
2015年，台湾政治大學選舉研究中心與美國杜克大學共同執行的「台灣民意與國家安全」的民調显示，即使中國大陸攻台也支持台灣獨立的「鐵桿台獨」占32%，只有中國大陸不會攻打台灣才支持台獨的「條件台獨」者38%。而且愈是支持台獨的民眾，愈不認為中國大陸會攻打台灣；即使中國大陸攻打台灣，他們也比較有信心美國會出兵幫助台灣。另外，他們也相信台灣人民會起來反抗。2019年8月20日，台灣中華民意研究協會民調：近8成民眾認為中國大陸不可能武統台灣、近6成認為，若台海發生戰爭，美方會出兵援助。

中華民國外交部部長吳釗燮在2021年4月28日接受英國天空電視台訪問時說道，中國似乎準備對台灣發動「終極一戰」，他認為台灣身處中國威權秩序擴張的最前線，解放軍如果武力攻台，將對全球帶來顛覆性的影響。
2021年8月，台灣制憲基金會民調顯示，有65%的台灣人願意保台上戰場。10月，台灣民主基金會調查「如果中國為了統一為台灣使用武力，願不願意保衛台灣？」，有79.8%民眾表示願意，其中願意為35.1%、非常願意為44.7%。
2021年，台灣民意基金會發布「兩岸軍事危機下的台灣民意」的民調，其中64.3%台灣人不同意「中共遲早會出兵攻打台灣」。
2021年底，《远见》杂志公布台灣民调，結果显示：倘若開戰，52.1%認為政府沒做好準備，35.2%認為有；51.3%民眾不愿意自己或家人上战场，40.3%民眾願意；42.8%认为会以雙方协议和谈结束，30.5%认为大陆会获胜；33.7%民众认为美国会卖武器给台湾，19.8%认为美国会派军舰巡航，13%的人认为美国會譴責大陸，10.2%认为美国会在台灣共同作戰。

### 中國大陆方面
进入1980年代后，中国大陆官方以“和平统一、一国两制”为解决台湾问题的方针，而大陆民众观点与官方态度基本一致。但进入21世纪的网络时代后，大陆網民的反台独情绪高涨，间杂的反台情绪则在台湾民众的反陆情绪刺激下不断扩张。以致大陆網上言論出现比官方更激进的对台主张。2016年1月，在民进党籍的蔡英文当选总统的新闻下，有中国大陆网友留言表示：「枕戈待旦，统一台湾」「解放宝岛，希望在即！」等支持武统的言论。除贊成武力攻台的观点外，更是出现了「要岛不要人，只要周杰伦！」的口号，其来自于最激进的武统主张——“留岛不留人”。同年4月，《环球时报》联合上海社会科学院做的一份网络民意调查则显示，40.7%的中國大陆民众认为和平统一“完全没可能”，40%的民众认为“可能性很小”；超过85%的民众支持“武统台湾”。随后《环球时报》因发布相关民调结果“严重违反报导纪律”并造成“不良政治后果”被中共中央网信办处罚。中国社会科学院台湾研究所副所长张华认为因蔡英文拒绝九二共识引起武力统一台湾之意愿上升。《海峽評論》報導表示，台湾作者认为2016年4月的“民調結果其實較為真實地反映出大陸民眾對台灣的觀感發生根本改變，他們對和平統一的幻想已經破滅”。此外，有评论者指出，在完成中国统一获得中国大陆民众普遍支持的背景下，即使美国协防台湾、武力解放台湾失败，亦不会使中国共产党和中华人民共和国政府丧失执政合法性，更大概率是“將台海挫折視為國家崛起道路上的又一次需要雪洗的恥辱”。
2018年1月天涯论坛的一项网络调查显示，有97%的网友支持蔡英文连任，以加速武统台湾的进程。2020年1月11日，蔡英文赢得2020年中華民國總統選舉后，中国大陆网络舆论中武统台湾的论调再度高涨。《环球时报》主编胡锡进在微博发文表态。12日，环球网以《实事求是看武统台湾的选项》为标题发文，胡锡进认为中国有武统台湾的军事力量，难度小于平津战役中取得北京城。但同时警告，武统台湾“意味着中国与美国全面摊牌，这是中国必须冷静面对的风险与挑战”。他提出两个武统台湾的前提条件，一是解放军在第一岛链对美军形成压倒性优势，二是中国经济实力压倒美国。两者缺一不可，否则，中国大陆武统台湾将面临巨大的战略风险。1月15日中共中央台灣工作辦公室例行发布会上，有记者提問中共中央台辦發言人马晓光如何看待蔡英文赢得2020年中華民國總統選舉之后中國大陆互联网上主张武力统一台湾的声音迅速升高。马晓光表示是“民进党当局”和台獨勢力的倒行逆施導致中國大陸民間武統聲音日漸增長。
2019年7月，中國人民解放軍少將羅援在《環球時報》撰文指出，台灣方面如不接受一國兩制，可武力統一或和平統一後，實行“一國一制”。
中国学界中武统台湾的论调在2020年达到高峰之后，因中华人民共和国政府的态度调整极速下落。2021年3月25日，中共中央总书记习近平到福建视察，指示要“勇于探索海峡两岸融合发展新路”。“融合发展”成为两岸关系的新名词。7月1日，中国共产党成立100周年庆祝活动中，中共中央总书记习近平“推进祖国和平统一进程”的谈话为对台政策定调。武统台湾的论调在学术场合“几乎消声匿迹”，“反独促统”成为中国学界的主基调。

### 其他国家

#### 日本
日本將中國武力攻打台灣稱為「台灣有事」（日语：／ Taiwan yūji */?），日語「有事」係指戰爭、災害等非正常之事態。對日本而言，台灣與其相鄰，而台灣周邊海域更是戰略性的國際交通要道；台灣若被中國攻下，將會嚴重威脅日本的國家安全。雖然日本基於「一中原則」與中國大陸建交而僅與台灣（中華民國）維持非正式的政治交流，仍不樂見此情勢發生。
前日本首相安倍晉三在2021年提出「台灣有事就是日本有事」的論述，引起各界關注。

#### 澳大利亞
澳大利亚智库洛伊研究院（Lowy Institute）2023年6月的一份民调显示，被问及如果中国武力统一台湾，他们希望澳大利亚政府采取什么行动时——
- 近三分之二的受访者表示，他们将支持澳大利亚向台湾输送武器和军事物资，以帮助台湾抗击中国大陆的入侵。
- 61%的受访者表示，他们将支持向台湾海峡派遣澳大利亚海军，以“帮助阻止中国人民解放军在台湾周围实施封锁”。
- 但只有42%的受访者支持向台湾派遣澳大利亚军队参战。

## 备注
1. 1 2  两岸分治至今，中華民國實際統治領土為台灣、澎湖、金門、馬祖以及部分南海諸島島礁，合称臺灣地區。行政上，分屬7個直轄市及已虚级化的臺灣省和福建省。台湾是面积最大的控制区。
2. ↑  林原文章原文：“4月下旬環球網台灣民意大調查”。环球网隶属环球时报，当是同一次网络调查。
3. ↑  平津战役中，解放军攻克天津后，以和平方式取得北京城——北平和平解放。
4. ↑  马晓光所称“民进党当局和‘台独’势力”中，民进党当局当指蔡英文政府。这是中华人民共和国政府特有用法，即不承认其为合法政府，参见：涉台用语。